# Килкорни
Килкорни (англ. Kilcorney; ирл. Cill Coirne) — деревня в Ирландии, находится в графстве Корк (провинция Манстер).